# Il profumiere
Il profumiere (Der Parfumeur) è un film del 2022 diretto da Nils Willbrandt e tratto dal romanzo omonimo di Patrick Süskind.

## Trama
Per cercare di recuperare l'olfatto e l'uomo che ama una detective della polizia chiede aiuto a un profumiere che per creare la fragranza perfetta usa dei metodi mortali.

## Distribuzione
Il film è stato distribuito sulla piattaforma Netflix dal 21 settembre 2022.